# Ptolemeu I Soter
Ptolemeu I Soter (367 - 283 î.Hr.) a fost un general macedonean și regele elenistic al Egiptului.

## Reformator al Egiptului
La mai puțin de un deceniu de la cucerirea, fără luptă, a Egiptului, de către Alexandru cel Mare, în 323 î.Hr., în Alexandria, capitala fondată de cuceritor, se instala cel mai important dintre diadohii imperiului macedonean: Ptolemeu Lagos. Avea atunci 44 de ani. 
General strălucit, politician, abil, aureolat de înrudirea, necontestată în epocă, cu împăratul, căruia îi salvase viața (de aici porecla: Soter = Salvatorul), Ptolemeu a transformat Egiptul în cel mai puternic stat al lumii elenistice. Prima manevră a fost aducerea la Alexandria a trupului împăratului (acesta murise în Babilon) și zeificarea lui. A doua: îndepărtarea lui Cleomenes, ce-i fusese dat ca adjunct în satrapia egipteană. Prevăzand reacția de ostilitate a regentului imperiului, Perdicas se alie cu alti diadohi, dar în timpul campaniei asupra Egiptului împotriva lui Ptolemeu e asasinat.
O amenințare serioasă începu să o constituie Antigonos Monophtalmos, al cărui apetit nu se mulțumise cu Paflagonia și Cappadocia, smulse lui Eumenes, cu Siria câștigată de la Seleucos și cu insulele egeene și Grecia. Antigonos viza bogatul Egipt, în ideea restabilirii imperiului macedonean. Ptolemeu tranșă în favoarea sa victoria, într-o primă izbire cu trupele lui Antigonos, conduse de fiul acestuia, Demetrios Poliorcetul, în Gaza, 313 î.e.n., silindu-l să abandoneze Siria. 
Victoriile obținute de coaliția diadohilor îl siliră pe Antigonos să accepte, în 311 î.e.n., o nouă împărțire a imperiului lui Alexandru cel Mare, în urma căreia Ptolemeu obținu partea sudică a Siriei, pe care, dealtfel, o stăpânea după victoria din Gaza. Ptolemeu inaugura, după această dată, politica de expansiune maritimă ce va caracteriza pe aproape toți Lagizii. Nu renunță la ea nici după ce prima sa tentativă fu spulberată prin înfrângerea suferită în 306 î.e.n. de către flota sa la Salamina. Continuă să-și dezvolte flota, atât cea comercială, cât și cea militară, pe care o dotă cu corăbii moderne, în general pentere și heptere (5 și 7 rânduri de vâslași), pe atunci veritabilele „cuirasate" în luptele navale. Adapta portul din Alexandria pentru a face față tranzitului maritim în creștere, lăsând în continuare mai vechiului oraș, din apropierea Alexandriei, Naucratis, posibilități largi de a-și dezvolta vocația maritimă. 

În 301 i.e.n., tranșă definitiv disputa cu acesta: coaliția împotriva „regelui Asiei” formată din Potlemeu I, Seleucos, Lysimaohos, și Cassandros (fiul și moștenitorul Iui Antipatros), obținu victoria decisivă de la Ipsos, în Frigia. Antigonos pieri în această luptă, timp de câțiva ani, până în 294 î.e.n., Ptolemeu I ajunse să stăpânească Palestina și Goelesiria (sau Talebena, regiune între Liban și Antiliban, în sudul Siriei) în est, Libia și Gyrena în vest, precum și insula Cipru. La interior, pentru a impune dinastia sa și stăpânirea grecilor, încercă să creeze o legătură cu cultul dinastic egiptean, instituind cultul zeului Sarapis, care îmbina trăsăturile zeilor importanți ai grecilor și ai egiptenilor. Din Alexandria, oraș conceput cu generozitate, având artere largi, numeroase grădini și terme, făcu un municipiu impunător, cel mai frumos din întregul Orient elenistic. Prin acțiunea de atragere aici a literaților și savanților greci, Alexandria a devenit și centrul spiritual al lumii elenistice. Două notabile realizări în domeniu sunt legate de numele lui Ptolemeu I. Prima a fost punerea bazelor complexului „Muzeion", un centru al activității științifice și culturale prevăzut cu un observator astronomic, o grădină zoologică și celebra bibliotecă din Alexandria.

## Tiltul de rege
După exemplul lui Antigonos Monophtalmos care-și luase, în 307 î.e.n, titlul de rege al Asiei, în 305 î.e.n, Ptolemeu Lagos își luă titIul de rege al Egiptului, devenind Ptolemeu I, foudatorul dinastiei Lagizilor. Trebui, în 305 i.e.n., să facă din nou față atacului lui Antigonos, pe care-l respinse.

## Fondator al bibliotecii din Alexandria
Crearea celebrei biblioteci îi este atribuită, în general, lui Ptolemeu al II-lea; acesta, însă, doar a îmbogățit-o. (Biblioteca număra, la un moment dat, 500 000, după alții 700 000, de manuscrise) în vremea lui Ptolemeu I, mai exact în 307 î.e.n., s-a refugiat la Alexandria Demetrios din Phaleron, om politic și filosof atenian, tiran al Atenei între 317 - 307 î.e.n.; acesta l-a convins pe Ptolemeu I să organizeze o bibliotecă și a fost și primul ei custode. El a murit în 282 î.e.n., la Busiris, unde fusese exilat de Ptolemeu al II-lea, in 283 î.e.n., când acesta s-a urcat pe tronul Lagizilor.

## Solicitant al construcției farului de pe insula Pharos
A doua a fost ridicarea pe insula Pharos (la intrarea în portul Alexandria de care a fost legată tot atunci cu un dig), a celebrului far de la Alexandria, construit din marmură albă de arhitectul Sostratos din Cnidos. Farul, prevăzut în vârf cu două focuri, avea o înălțime de 180 de metri, a dăinuit 16 veacuri (din 285 î.e.n. până în 1300 e.n.) și a fost considerat una din cele șapte minuni ale antichității. Ptolemeu I nu lăsă succesiunea la voia întamplării: preferind, în locul fiului său cel mai mare, Ptolemeu Keraunos, îndepărtat de la curte, pe cel ce va deveni Ptolemeu al II-lea (Philadelphos), îl asociază pe acesta la domnie, în 285 î.e.n., iar, după doi ani, având vârsta de 84 de ani, se stinse, fiind singurul dintre diadohii lui Alexandru cel Mare care a murit de moarte naturală.